# Чередніченко Денис Ігорович
Дени́́с І́горович Чередніче́нко (23 квітня 1985 — 26 вересня 2014) — солдат Збройних сил України, учасник російсько-української війни.

## Життєпис
Народився 1985 року в місті Чернігів. Закінчив чернігівську ЗОШ № 12. Відслужив строкову службу. Працював охоронцем на ВО «Хімволокно», встановлювачем склопакетів. Захоплювався страйкоболом. Брав участь у подіях Революції Гідності. У часі війни 31 липня 2014 року пішов добровольцем — стрілець 169-го навчального центру Сухопутних військ. З 22 серпня 2014 року — в зоні бойових дій.
Загинув уночі проти 27 вересня 2014-го, в районі селища Малоорлівка (Шахтарський район, Донецька область), під час вчиненого терористами обстрілу блокпоста підрозділу українських військ з РСЗВ «Град», гранатометів, мінометів і танків. Близько 23-ї години один зі снарядів влучив просто в блокпост, разом з Денисом загинули ще двоє військовиків — Олександр Приходько та Максим Озеров.
Без Дениса лишились мама, наречена Дарина.
Похований у місті Чернігів 1 жовтня 2014-го, кладовище «Яцево».

## Нагороди
За особисту мужність і героїзм, виявлені у захисті державного суверенітету та територіальної цілісності України, вірність військовій присязі під час російсько-української війни, відзначений — нагороджений
- орденом «За мужність» III ступеня (посмертно)
- 30 листопада 2021 року — Почесна відзнака Чернігівської обласної ради «За мужність і вірність Україні»[1].
- Його портрет розміщений на меморіалі «Стіна пам'яті полеглих за Україну» в Києві: секція 4, ряд 8, місце 27
- орден «Лицарський хрест добровольця» (посмертно)
- почесна відзнака «За оборону Дебальцево» (посмертно)
- 26 вересня 2015 року на будівлі Чернігівської ЗОШ № 12 йому встановлена меморіальна дошка.
- Вшановується 27 вересня на щоденному ранковому церемоніалі вшанування українських захисників, які загинули цього дня в різні роки внаслідок російської збройної агресії[2]